# Blechnum corbassonii
Blechnum corbassonii är en kambräkenväxtart som beskrevs av Garth Brownlie.
Blechnum corbassonii ingår i släktet Blechnum och familjen Blechnaceae. Inga underarter finns listade i Catalogue of Life.